# Lijst van Wit-Russische hoofdwegen

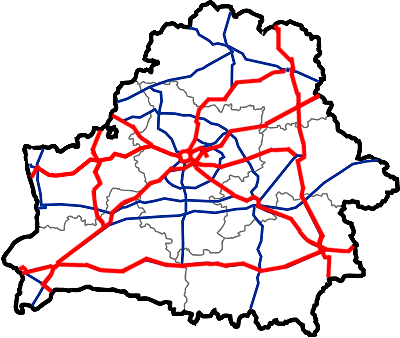
De hoofdwegen staan in rood, de belangrijkste regionale wegen in blauw.

Dit is een lijst van hoofdwegen in Wit-Rusland (Wit-Russisch: Magistrale). Ze worden aangegeven met een rood schildje met in witte letters een 'M' en het wegnummer. Delen van enkele hoofdwegen zijn uitgebouwd tot expresweg, maar dit heeft geen invloed op de wegnummering.
| Schild | Nummer | Route                                                                | Lengte |
| ------ | ------ | -------------------------------------------------------------------- | ------ |
|        | M1     | Rusland (M-1) - Orsja - Minsk - Brest - Polen (DK68)                 | 611 km |
|        | M2     | Minsk - Nationale Luchthaven Minsk                                   | 34 km  |
|        | M3     | Minsk - Lepel - Vitebsk                                              | 253 km |
|        | M4     | Minsk - Mahiljow                                                     | 182 km |
|        | M5     | Minsk - Babroejsk - Homel                                            | 296 km |
|        | M6     | Minsk - Hrodna - Polen (DK19)                                        | 262 km |
|        | M7     | Valozjin - Asjmjany - Litouwen (A3)                                  | 94 km  |
|        | M8     | Rusland (R-23) - Vitebsk - Orsja - Mahiljow - Homel - Oekraïne (M01) | 465 km |
|        | M9     | Ringweg Minsk (MKAD)                                                 | 56 km  |
|        | M10    | Kobryn - Pinsk - Mazyr - Homel - Rusland (A-240)                     | 526 km |
|        | M11    | M1 - Slonim - Lida - Litouwen (A15)                                  | 191 km |
|        | M12    | Kobryn - Makrany - Oekraïne (M19)                                    | 55 km  |
|        | M14    | Ringweg Minsk (MKAD-2)                                               | 159 km |

Albanië · België · Bosnië en Herzegovina · Bulgarije · Cyprus · Denemarken · Duitsland · Finland · Frankrijk · Griekenland · Hongarije · Ierland · Italië · Kosovo · Kroatië · Litouwen · Luxemburg · Montenegro · Nederland · Noord-Macedonië · Noorwegen · Oostenrijk · Polen · Portugal · Roemenië · Rusland · Servië · Slovenië · Slowakije · Spanje · Tsjechië · Verenigd Koninkrijk · Wit-Rusland · Zwitserland · Zweden